# 수리아 보날리
수리아 보날리(프랑스어: Surya Bonaly, 1973년 12월 15일~)는 프랑스의 전직 피겨 스케이팅 선수이다.
보날리는 1973년 12월 15일에 프랑스 니스에서 태어났다. 보날리는 원래 체조 선수였지만 1985년에 11세의 나이로 니스에서 스케이트를 배우기 시작했다. 보날리는 유일하게 올림픽에서 백플립을 착지한 피겨스케이팅 선수이다. 그녀는 1998년 나가노 동계 올림픽에서 그것을 수행했다.